# بنیاد میراث فرهنگی پروس
بنیاد میراث فرهنگی پروس (آلمانی: Stiftung Preußischer Kulturbesitz) یک ادارهٔ دولتی آلمان است که وظیقه سرپرستی و نظارت بر ۲۷ موزه و سازمان فرهنگی را در برلین و حومهٔ آن به عهده دارد. حوزه کاری این بنیاد شامل تمام موزه‌های دولتی برلین، کتابخانه دولتی برلین، بایگانی مخفی دولتی پروس و تعدادی مؤسسه و مرکز پژوهشی است. بنیاد میراث فرهنگی پروس یکی از بزرگ‌ترین سازمان‌های فرهنگی در جهان است و همچنین بزرگ‌ترین کارفرمای فرهنگی در آلمان با حدود ۲۰۰۰ کارمند تا سال ۲۰۲۰ بوده‌است. بیش از چهار میلیون نفر در سال ۲۰۱۹ از موزه‌های تحت پوشش این بنیاد بازدید کردند. قرار است این بنیاد تا سال ۲۰۲۵ منحل شده و به چهار بنیاد مستقل تبدیل می‌شود: موزه‌های دولتی، کتابخانه ایالتی، بایگانی مخفی دولتی و مؤسسه ایبرو-آمریکایی.